# Bruno Mussolini
Pour les articles homonymes, voir Mussolini (homonymie).
Bruno Mussolini, né le 22 avril 1918 à Milan et mort le 7 août 1941 à Pise, est un aviateur italien. Fils du dirigeant italien Benito Mussolini et de Rachele Guidi, il a été  officier de la Regia Aeronautica. Il reçut la Medaglia d'Oro al Valore Aeronautico et deux fois la Medaglia d'Argento al Valor Militare.

## Biographie

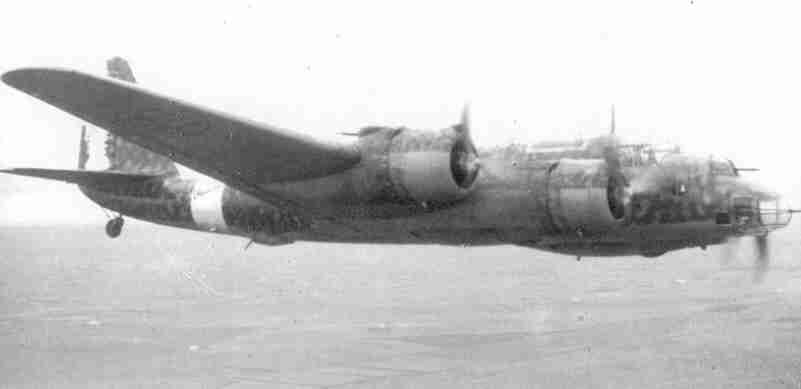
Piaggio P.108B.

Grand passionné d'aviation, Bruno Mussolini a eu à Bologne comme compagnon de formation Federico Cozzolino (it), avec qui il a partagé sa passion et avec qui il a travaillé à la Regia Aeronautica.

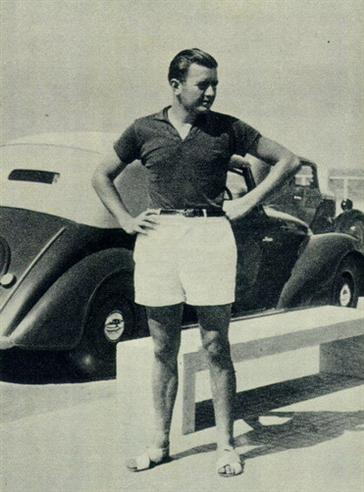
Bruno Mussolini, dans la station balnéaire adriatique de Riccione, en 1939.

Durant la guerre entre l'Italie et l'Éthiopie, il fut affecté avec son frère Vittorio, à la 14e escadre Quia sum leo, connue comme Testa di leone (Tête de Lion). En août 1937, il participa, avec un Savoia-Marchetti SM.79 de l'escadre des Sorci Verdi (it), à la course aérienne Istres-Damas-Paris. Son avion arriva troisième. Également avec cette escadre en janvier 1938, il participa au vol Italie-Brésil.

Les Sorci Verdi, insigne de la.

Le 22 septembre 1937, il intégra le XXVIIe groupe du huitième escadron de bombardiers rapides commandé par le colonel Attilio Bisseo, parti en Espagne, où il intégra l'Aviazione Legionaria et où il resta pendant une courte période dans les Îles Baléares. Il regagna rapidement l'Italie par ordre de Franco, après avoir pris part à huit missions de combat.
Bruno Mussolini lança un défi public par la radio aux pilotes volontaires républicains de la Fuerzas Aéreas de la República Española. Le défi fut relevé par le pilote américain Derek D. Dickinson, de la formation des Alas Rojas (Ailes Rouges). Le 27 septembre, Bruno Mussolini décolla de Palma de Majorque sur un Fiat G.50, et Derek Dickinson de Castellón de la Plana sur un Boeing P-26. Ils étaient accompagnés par deux éclaireurs, qui devaient être témoins du duel. L'altitude choisie était de mille mètres.

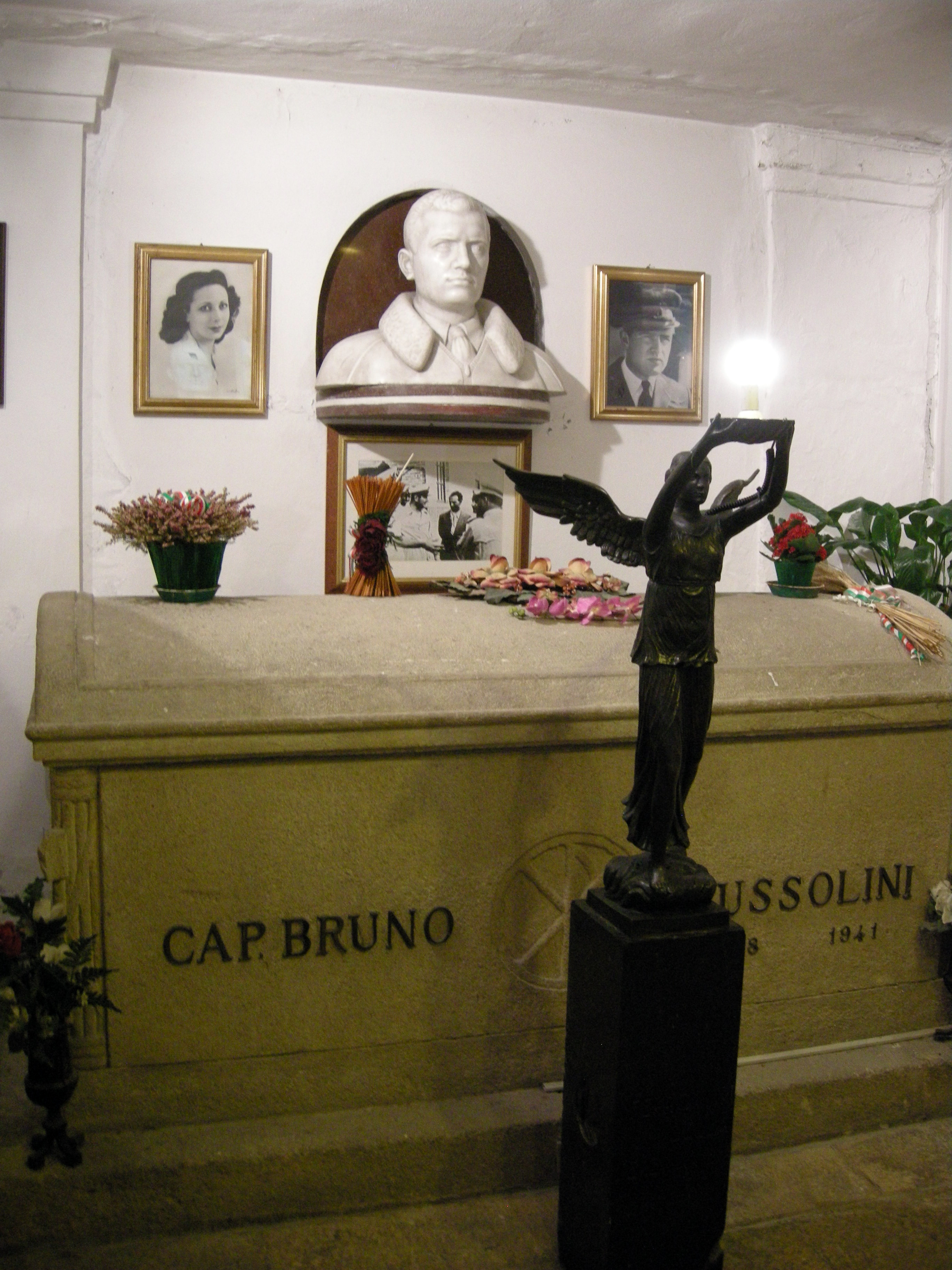
Tombeau de Bruno Mussolini à Predappio.

Mussolini encadra tout d'abord avec ses mitrailleuses Dickinson qui, blessé à la main, ne pouvait pas agiter le drapeau blanc de la capitulation. Dans une manœuvre désespérée, ce dernier réussit à se placer au-dessus de l'avion de Mussolini et à l'encadrer à son tour avec ses mitrailleuses. À ce stade, le pilote italien agita son écharpe, car son moteur était tombé en panne. L'avion de chasse de Dickinson portait les marques de 326 impacts et son pilote était blessé à la main, tandis que l'appareil de Mussolini avait dû atterrir sur une zone plane, moteur arrêté.
Lors du déclenchement de la Seconde Guerre mondiale, Mussolini fut affecté au 47e escadron de bombardement terrestre de Grottaglie (province de Tarente) et le 1er juin 1941, on lui confia le commandement de la 274e escadrille de bombardement à longue portée, basée à Pise. Cette escadre avait reçu en dotation les nouveaux bombardiers à quatre moteurs Piaggio P.108B.
Deux mois plus tard, le 7 août 1941, il trouva la mort lorsque, en phase d'atterrissage, les moteurs subirent une brusque perte de puissance, entraînant une perte de contrôle. Avec lui moururent le lieutenant-pilote Francesco Sacconi et l'officier mécanicien Angelo Trezzini. Le corps de Bruno Mussolini fut transporté de Pise à Predappio par un train spécial, circulant entre deux files ininterrompues d'Italiens, qui saluaient avec le bras tendu, et en présence de quelques officiers prisonniers de la RAF, qui voulurent rendre hommage à l'ennemi tombé.
Deux ans avant sa mort, Bruno Mussolini avait été nommé président de la Federazione Pugilistica Italiana (it). Après son décès, la charge passa à son frère Vittorio.
Le 7 novembre 1938, Bruno avait épousé à Rome Gina Ruberti. Il était le frère d'Edda Mussolini (1910-1995), devenue Edda Ciano, comtesse de Cortellazzo et de Buccari, de Vittorio Mussolini (1916-1997), déjà cité, scénariste et producteur de cinéma, de Romano Mussolini (1927-2006), pianiste de jazz et peintre, et d'Anna Maria Mussolini (1929-1968), animatrice de radio, et le demi frère de Benito Albino Dalser (1915-1942).

## Sources
- (es) Cet article est partiellement ou en totalité issu de l’article de Wikipédia en espagnol intitulé « Bruno Mussolini » (voir la liste des auteurs).